# 名古屋文化短期大学
名古屋文化短期大学（なごやぶんかたんきだいがく、英語: Nagoya Future Culture College、公用語表記: 名古屋文化短期大学）は、愛知県名古屋市東区葵1-17-8に本部を置く日本の私立大学。1933年創立、1950年大学設置。大学の略称はNFCC。
英称は「Nagoya Future Culture College」だが、これは旧学名（名古屋女子文化短期大学の英称であるNagoya Feminine Culture College）の「NFCC」の名残とも考えられる。ちなみに、名古屋文化学園保育専門学校とは、全く別の法人である。

## 概観

### 大学全体
- 名古屋文化短期大学は、名古屋市東区内にある日本の私立短期大学。1950年に山田家政短期大学として設置された。

### 教育および研究
- 名古屋文化短期大学は生活文化学科のみだが、ファッション・美容・ネイルアート・食物・製菓など専門学校にあるような専門科目が置かれている。
- アメリカオレゴン州にて英語研修が行われている。
- ニューヨークにてFITメイク研修が行われている。

### 学風および特色
- 名古屋文化短期大学は2007年度、財団法人短期大学基準協会における第三者評価の結果、「適格」認定を受けている。
- 全国の短大では唯一の美容師養成通信課程がある。
- ブライダルプランナーコースの学生が主催する模擬結婚式がある（キャンパスウェディング）
- 学校法人山田学園が主催するファッションショー（JFS）がある。

## 沿革
- 1933年 山田和洋裁縫所が創立される。
- 1950年 山田家政短期大学（やまだかせいたんきだいがく）を設置。家政科をおく。
- 1967年 家政科を2つの専攻に分離。
  - 被服専攻
  - 食物専攻：後に、食生活専攻に改称。
- 1968年 家政科にII部を設置（2006年、廃止）
- 1969年 被服専攻を家政専攻に名称変更
- 1985年 服飾専攻を新設：後に、ファッションビジネス専攻に改称。
- 1987年 名古屋女子文化短期大学（なごやじょしぶんかたんきだいがく）と改称
- 1999年 専攻科を設置。
- 2004年 共学化に伴い、名古屋文化短期大学に改称。
- 2008年10月 生活文化学科生活文化専攻美容文化コースに通信教育課程を置く。

## 基礎データ

### 所在地
- 愛知県名古屋市東区葵一丁目17-8

## 教育および研究

### 組織

#### 学科
- 生活文化学科
  - 生活文化専攻
    - 総合美学・フォトコミュニケーションコース
    - ビジネスキャリアコース
    - グローバル観光学コース
    - 声優・タレントコース
    - テーマパークダンス・バレエコース
    - ブライダルコース

  - 服飾美容専攻
    - ファッションビジネスコース
    - 服飾芸術コース
    - メイクアップ・コスメティックコース
    - トータルビューティーコース

  - 食生活専攻
    - 調理師・フードコーディネーターコース
    - カフェ・製菓クリエイトコース

#### 専攻科
- 生活文化専攻：修業年限は昼間部1年制となっている。
  - マスターコース
- 生活学専攻：修業年限は昼間部2年制となっている。
  - グレイセスコース

#### 取得資格について
- 調理師資格：生活文化学科食生活専攻調理師・フードコーディネーターコースにて取得が可能である。

受験資格
- 製菓衛生師：製菓クリエイトコースにて取得が可能である。
- 美容師：生活文化専攻ビューティークリエイターコースを対象。
- その他については、ホームページや入学案内などを参照にされたい。
- かつては教職課程もあり、中学校教諭二種免許状（家庭）も設置されていた[1]。

## 学生生活

### 部活動・クラブ活動・サークル活動
- 名古屋文化短期大学のクラブ活動
  - 体育系：テニス部・山岳部・ダンス部ほかのクラブがある。
  - 文化系：軽音楽部・茶道部・クックメイトクラブほかのクラブがある。

### 学園祭
- 名古屋文化短期大学の学園祭は「葵祭」と呼ばれ、トータルビューティーコース学生によるヘアショーやファッションデザインコース学生によるファッションショーなどが行われている。

## 大学関係者と組織

### 大学関係者組織
- 名古屋文化短期大学には、旧来の山田家政短期大学・名古屋女子文化短期大学を含めた同窓会組織がある。

## 施設

### キャンパス
- 交通アクセス：最寄りの駅は名古屋市営地下鉄東山線新栄町駅。
- 設備
  - 図書館：所蔵資料数はおよそ40,000冊
  - クリスタルホール：カナダ人技術者により製作された。
  - C館アトリウム：イタリアから直送された大理石が床を飾っている。
  - 葵ギャラリー：当短大の小美術館となっている。2012年6月1日付にて名古屋市の認定地域建造物資産に認定された[2]。
  - 葵ラウンジほか
- 単科の短大であるにもかかわらず、現在のキャンパスの建設費用に45億円を費やし[3]、授業料が2年間で計290万円（2020年度入学者の場合）[4]と短大としては比較的高額である。

### 学生食堂
- 名古屋文化短期大学の学生食堂（学食）は2つあり、1つはランチなどを提供し、他方はテーブルマナーを学ぶためのホテル料理を提供しているところに特色がある。そのほかに、簡単なカフェがある。

### 寮
- 名古屋文化短期大学には指定寮があり、学生は入寮の際、特典を受けることができる。

## 対外関係

### 系列校
- 名古屋服飾専門学校

## 卒業後の進路について

### 就職について
- 生活文化学科
  - I部
    - 生活文化専攻：アイシン・エイ・ダブリュ・愛知銀行・Eプロダクション（東京ディズニーリゾート）・岩井文男美容室・大垣西濃信用金庫・小原建設・かねまつ・蒲郡海洋開発（ラグーナ蒲郡）・クレールコーポレーション・サンヨーハウジング名古屋・資生堂美容室・中日ドラゴンズ（チアドラゴンズ）・坪井花苑・TJ天気予報・トヨタ自動車・中北薬品・なだ万・白亜館・日立ハウステック・百五銀行・松坂屋ほか
    - ファッションビジネス専攻：アトリエはるか・アルビオン・イプサ・エフビー・オンワード樫山・花王カスタマーマーケティング・コーセー化粧品販売・サマンサタバサジャパンリミテッド・サンエー・インターナショナル・資生堂販売・ダイアナ・日本ロレアル・ファイブ・フォックス・レインボーネイル・ワールドストアパートナーズほか
    - 食生活専攻：出雲殿・ナゴヤキャッスル・魚国総本社・カネ美食品・ゼットン・カフェタナカ・名古屋製酪・日食・ハーブスグローイング・ユーハイム・ラ・グランターブル ドゥ・キタムラほか

### 編入学・進学実績
- 全専攻含めて、愛知学院大学・愛知学泉大学・金城学院大学・椙山女学園大学・名古屋外国語大学・名古屋芸術大学・名古屋産業大学・岐阜女子大学・東海学園大学・日本福祉大学などへの編入学実績がある。